# Xã Elliott, Quận Sanborn, South Dakota
Xã Elliott (tiếng Anh: Elliott Township) là một xã thuộc quận Sanborn, tiểu bang Nam Dakota, Hoa Kỳ. Năm 2010, dân số của xã này là 99 người.